# Кубок Европейской конфедерации волейбола среди женщин 2013/2014
34-й розыгрыш Кубка Европейской конфедерации волейбола (ЕКВ) среди женщин проходил с 22 октября 2013 по 29 марта 2014 года с участием 32 клубных команд из 21 страны-члена Европейской конфедерации волейбола (с 4-го круга к розыгрышу присоединились ещё 4 команды). Победителем турнира впервые стала турецкая команда «Фенербахче» (Стамбул).

## Система квалификации
32 места в Кубке Европейской конфедерации волейбола 2013/2014 были распределены по рейтингу ЕКВ на 2013 год, учитывающему результаты выступлений клубных команд стран-членов ЕКВ в еврокубках на протяжении трёх сезонов (2009/2010—2011/2012). Согласно ему места в Кубке получили клубы стран, занимающих 1—18 позиции в рейтинге: Турция и Россия (по 1 команде, так как в Лиге чемпионов 204 эти страны имели по 3 представителя), Италия, Франция, Польша, Азербайджан, Румыния, Сербия, Германия, Швейцария, Чехия, Бельгия, Хорватия, Австрия, Испания и Греция (все по 2), Словения и Кипр (по 1 команде). После отказа от участия в Кубке клубов из Италии, Испании и Кипра, а также по одному из двух представителей Румынии, Сербии, Германии и Хорватии в числе участников появилось 9 вакансий. Эти места получили Турция, а также страны, занимающие в рейтинге позиции ниже 18-й — Израиль и Украина (по 2 команды), Белоруссия, Босния и Герцеговина, Нидерланды и Финляндия (по 1 команде).

## Команды-участницы (с 1/16 финала)
| Страна               | Команда                                |                                                    |
| -------------------- | -------------------------------------- | -------------------------------------------------- |
| Турция               | «Фенербахче» (Стамбул)                 | По итогам чемпионата Турции 2013 (4-е место)       |
| Турция               | «Бурса Бююкшехир» (Бурса)              | По итогам чемпионата Турции 2013 (5-е место)       |
| Россия               | «Уралочка-НТМК» (Свердловская область) | По итогам чемпионата России 2013 (4-е место)       |
| Франция              | АСПТТ «Мюлуз» (Мюлуз)                  | 3-й призёр чемпионата Франции 2013                 |
| Франция              | «Пари Сен-Клод» (Париж)                | по итогам чемпионата Франции 2013 (4-е место)      |
| Польша               | «Мушинянка-Факро» (Мушина)             | 3-й призёр чемпионата Польши 2013                  |
| Польша               | «Алупроф» (Бельско-Бяла)               | по итогам чемпионата Польши 2013 (4-е место)       |
| Азербайджан          | «Азеррейл» (Баку)                      | 2-й призёр чемпионата Азербайджана 2013            |
| Азербайджан          | «Локомотив» (Баку)                     | по итогам чемпионата Азербайджана 2013 (4-е место) |
| Румыния              | «Томис» (Констанца)                    | 3-й призёр чемпионата Румынии 2013                 |
| Сербия               | «Партизан-Визура» (Белград)            | 3-й призёр чемпионата Сербии 2013                  |
| Германия             | «Роте-Рабен» (Фильсбибург)             | 3-й призёр чемпионата Германии 2013                |
| Швейцария            | «Канти» (Шаффхаузен)                   | 2-й призёр чемпионата Швейцарии 2013               |
| Швейцария            | «Кёниц» (Кёниц)                        | 3-й призёр чемпионата Швейцарии 2013               |
| Чехия                | «Оломоуц» (Оломоуц)                    | 3-й призёр Чемпион Чехии 2013                      |
| Чехия                | «Кралово Поле» (Брно)                  | по итогам чемпионата Чехии 2013 (5-е место)        |
| Бельгия              | «Астерикс» (Килдрехт)                  | 2-й призёр чемпионата Бельгии 2013                 |
| Бельгия              | «Аудегем» (Дендермонде)                | Обладатель Кубка Бельгии 2013                      |
| Хорватия             | «Пореч» (Пореч)                        | по итогам чемпионата Хорватии 2013 (3-е место)     |
| Австрия              | «СВС Пост» (Швехат)                    | Чемпион Австрии 2013                               |
| Австрия              | «Линц-Штег» (Линц)                     | 2-й призёр чемпионата Австрии 2013                 |
| Греция               | «Олимпиакос» (Пирей)                   | Чемпион Греции 2013                                |
| Греция               | АЕК (Афины)                            | 2-й призёр чемпионата Греции 2013                  |
| Словения             | «Нова-КБМ-Браник» (Марибор)            | Чемпион Словении 2013                              |
| Нидерланды           | «Верт» (Верт)                          | 2-й призёр чемпионата Нидерландов 2013             |
| Финляндия            | «Виести» (Сало)                        | Чемпион Финляндии 2013                             |
| Украина              | «Химик» (Южное)                        | Чемпион Украины 2013                               |
| Украина              | «Орбита-ЗТМК-ЗНУ» (Запорожье)          | 3-й призёр чемпионата Украины 2013                 |
| Босния и Герцеговина | «Единство» (Брчко)                     | Чемпион Боснии и Герцеговины 2013                  |
| Белоруссия           | «Атлант-БарГУ» (Барановичи)            | 2-й призёр чемпионата Белоруссии 2013              |
| Израиль              | «Хапоэль» (Кфар-Сава)                  | 2-й призёр чемпионата Израиля 2013                 |
| Израиль              | «Неве-Шаанан» (Хайфа)                  | 3-й призёр чемпионата Израиля 2013                 |

Лучшие (по итогам национальных чемпионатов 2013) волейбольные команды Турции, России, Италии, Франции, Польши, Азербайджана, Румынии, Сербии, Германии, Швейцарии, Чехии и Бельгии в сезоне 2013-2014 выступают в Лиге чемпионов.

## Система проведения розыгрыша
Со старта в розыгрыше участвуют 32 команды. Во всех стадиях турнира применяется система плей-офф, то есть команды делятся на пары и проводят между собой по два матча с разъездами. Победителем пары выходит команда, одержавшая две победы. В случае равенства побед победителем становится команда, набравшая в рамках двухматчевой серии большее количество очков (за победу 3:0 и 3:1 даётся 3 очка, за победу 3:2 — 2 очка, за поражение 2:3 — 1, за поражение 1:3 и 0:3 очки не начисляются). Если обе команды при этом набрали одинаковое количество очков, то назначается дополнительный («золотой») сет, победивший в котором выходит в следующий раунд соревнований.
После четвертьфинала проводится «Челлендж-раунд», в котором участвуют четыре оставшиеся клуба Кубка ЕКВ и четыре команды, выбывшие из Лиги чемпионов (из занявших на групповом этапе Лиги третьи места с наилучшими показателями). Победители «Челлендж-раунда» выходят в полуфинал.

## 1/16 финала
22-24.10/29-31.10.2013
 «Бурса Бююкшехир» (Бурса) —  «Фенербахче» (Стамбул)
23 октября. 0:3 (20:25, 19:25, 13:25).
30 октября. 0:3 (12:25, 18:25, 21:25).
 «Верт» —  «Орбита-ЗТМК-ЗНУ» (Запорожье)
23 октября. 1:3 (25:18, 11:25, 13:25, 13:25).
31 октября. 3:2 (25:20, 14:25, 26:24, 21:25, 15:13).
 «Канти» (Шаффхаузен) —  «Виести» (Сало)
22 октября. 0:3 (19:25, 18:25, 8:25).
30 октября. 2:3 (11:25, 25:23, 21:25, 25:23, 10:15).
 «Роте Рабен» (Фильсбибург) —  «Единство» (Брчко) 
23 октября. 3:1 (25:20, 23:25, 25:14, 25:18).
30 октября. 3:0 (25:16, 25:10, 25:17).
 «Локомотив» (Баку) —  «Кралово Поле» (Брно) 
23 октября. 3:0 (25:20, 25:12, 25:17).
29 октября. 3:0 (25:21, 25:22, 25:20).
 «Хапоэль» (Кфар-Сава) —  «Пореч»  
23 октября. 3:1 (25:21, 24:26, 25:22, 25:18).
30 октября. 3:2 (16:25, 25:21, 12:25, 25:20, 15:12).
 АЕК (Афины) —  «СВС Пост» (Швехат)
23 октября. 3:2 (25:21, 25:20, 22:25, 21:25, 15:8).
29 октября. 1:3 (23:25, 25:23, 12:25, 15:25).
 «Неве-Шаанан» (Хайфа) —  «Мушинянка-Факро» (Мушина)
23 октября. 1:3 (18:25, 13:25, 25:22, 9:25).
30 октября. 0:3 (16:25, 12:25, 15:25).
 «АСПТТ Мюлуз» (Мюлуз) —  «Алупроф» (Бельско-Бяла)
22 октября. 3:0 (25:21, 25:20, 25:21).
30 октября. 0:3 (1825, 17:25, 24:26). Дополнительный сет 15:17.
 «Олимпиакос» (Пирей) —  «Пари Сен-Клод» (Париж) 
23 октября. 3:0 (25:23, 29:27, 26:24).
29 октября. 3:1 (25:23, 18:25, 27:25, 26:24).
 «Аудегем» (Дендермонде) —  «Химик» (Южное)
24 октября. 2:3 (26:28, 25:23, 15:25, 25:23, 13:15).
29 октября. 1:3 (25:23, 11:25, 16:25, 20:25).
 «Томис» (Констанца) —  «Атлант-БарГУ» (Барановичи)
23 октября. 0:3 (23:25, 12:25, 12:25).
30 октября. 0:3 (5:25, 12:25, 10:25).
 «Партизан-Визура» (Белград) —  «Азеррейл» (Баку)
23 октября. 3:2 (25:20, 25:15, 18:25, 22:25, 16:14).
31 октября. 1:3 (9:25, 25:21, 17:25, 19:25).
 «Оломоуц» —  «Линц-Штег» (Линц) 
24 октября. 3:0 (25:10, 25:13, 25:12).
31 октября. 3:0 (25:20, 25:10, 25:18).
 «Нова-КБМ-Браник» (Марибор) —  «Кёниц»
23 октября. 1:3 (12:25, 23:25, 25:16, 27:29).
30 октября. 0:3 (18:25, 20:25, 19:25).
 «Уралочка-НТМК» (Свердловская обл.) —  «Астерикс» (Килдрехт) 
22 октября. 3:0 (25:10, 25:21, 25:23).
31 октября. 3:1 (25:11, 25:23, 23:25, 25:19).

## 1/8 финала
4-5/10-12.12.2013
 «Фенербахче» (Стамбул) —  «Орбита-ЗТМК-ЗНУ» (Запорожье) 
5 декабря. 3:0 (25:22, 25:14, 25:16).
11 декабря. 3:0 (25:14, 25:10, 25:22).
 «Виести» (Сало) —  «Роте-Рабен» (Фильсбибург) 
4 декабря. 3:1 (26:24, 20:25, 25:23, 25:14).
11 декабря. 2:3 (24:26, 25:13, 25:23, 12:25, 7:15).
 «Локомотив» (Баку) —  «Хапоэль» (Кфар-Сава) 
5 декабря. 3:0 (25:16, 25:19, 25:14).
11 декабря. 3:0 (25:18, 25:14, 25:11).
 «СВС Пост» (Швехат) —  «Мушинянка-Факро» (Мушина)
4 декабря. 1:3 (25:22, 24:26, 16:25, 27:29).
10 декабря. 0:3 (22:25, 24:26, 8:25).
 «Олимпиакос» (Пирей) —  «Алупроф» (Бельско-Бяла)
4 декабря. 0:3 (23:25, 25:27, 22:25).
12 декабря. 3:2 (20:25, 23:25, 25:18, 25:16, 15:11).
 «Химик» (Южное) —  «Атлант-БарГУ» (Барановичи) 
5 декабря. 3:0 (25:21, 25:18, 25:21).
11 декабря. 3:0 (28:26, 25:22, 25:16).
 «Азеррейл» (Баку) —  «Оломоуц» 
4 декабря. 3:0 (25:21, 25:19, 25:20).
12 декабря. 3:2 (25:27, 22:25, 25:19, 25:13, 15:10).
 «Кёниц» —  «Уралочка-НТМК» (Свердловская обл.)
4 декабря. 0:3 (20:25, 22:25, 24:26).
11 декабря. 0:3 (12:25, 16:25, 18:25).

## Четвертьфинал
14-16/22-23.01.2014
 «Виести» (Сало) —  «Фенербахче» (Стамбул)
16 января. 0:3 (22:25, 13:25, 9:25).
22 января. 0:3 (21:25, 25:27, 14:25).
 «Мушинянка-Факро» (Мушина) —  «Локомотив» (Баку) 
14 января. 3:0 (25:15, 25:23, 26:24).
23 января. 3:2 (26:24, 14:25, 25:21, 18:25, 15:12).
 «Химик» (Южное) —  «Алупроф» (Бельско-Бяла) 
14 января. 3:0 (25:17, 25:18, 25:20).
22 января. 0:3 (24:26, 19:25, 16:25). Дополнительный сет 15:12.
 «Азеррейл» (Баку) —  «Уралочка-НТМК» (Свердловская обл.)
15 января. 1:3 (25:22, 23:25, 13:25, 16:25).
22 января. 1:3 (28:30, 18:25, 25:21, 13:25).
В Челендж-раунде против победителей четвертьфинальных пар играют 4 команды, выбывшие из розыгрыша Лиги чемпионов после предварительного этапа —  «Азерйол» (Баку),  «АГЕЛ Простеёв» (Простеёв),  «Дрезднер» (Дрезден),  «Динамо» (Бухарест).

## Челлендж-раунд
4-5/11-12.02.2014
 «АГЕЛ Простеёв» (Простеёв) —  «Фенербахче» (Стамбул)
4 февраля. 0:3 (11:25, 21:25, 15:25).
12 февраля. 0:3 (20:25, 17:25, 15:25).
 «Мушинянка-Факро» (Мушина) —  «Азерйол» (Баку)
5 февраля. 3:2 (25:20, 22:25, 22:25, 28:26, 15:13).
11 февраля. 0:3 (21:25, 10:25, 19:25).
 «Химик» (Южное) —  «Дрезднер» (Дрезден)
4 февраля. 1:3 (25:18, 21:25, 22:25, 20:25).
12 февраля. 3:1 (25:21, 21:25, 25:18, 25:23). Дополнительный сет 16:18.
 «Уралочка-НТМК» (Свердловская обл.) —  «Динамо» (Бухарест) 
4 февраля. 3:0 (25:19, 25:20, 25:20).
12 февраля. 2:3 (20:25, 26:24, 25:22, 21:25, 13:15).

## Полуфинал
25.02/1.03.2014
 «Фенербахче» (Стамбул) —  «Азерйол» (Баку)
25 февраля. 3:0 (25:14, 25:12, 25:16).
1 марта. 3:0 (25:8, 25:17, 25:17).
 «Уралочка-НТМК» (Свердловская обл.) —  «Дрезднер» (Дрезден)
25 февраля. 2:3 (26:28, 25:15, 20:25, 25:22, 7:15).
1 марта. 3:1 (25:19, 19:25, 25:18, 25:23).

## Финал

### 1-й матч
| 26 марта 2014 | \| «Уралочка-НТМК» (Свердловская область) \| 2:3 cev.lu \| «Фенербахче» (Стамбул) \| \| Виктория Чаплина (16) Екатерина Русакова (1) Шинед Джек (13) Юмилка Руис (17) Александра Пасынкова (15) Ирина Заряжко (5) Екатерина Чернова (л) Анастасия Салина (1) Ксения Ильченко Валерия Сафонова \| Голы \| Элайша Глэсс (2) Дерья Чайирган (3) Кристина Бауэр (19) Анета Гавличкова (18) Ким Ён Гун (27) Эда Эрдем-Дюндар (6) Сенийе-Мерве Далбелер (л) Фе Гарай (9) Седа Токатиоглу (1) Недиме-Элиф Онер \| | Екатеринбург Дворец игровых видов спорта «Уралочка» 3150 зрителей |
| Счёт по партиям — 16:25, 17:25, 25:20, 25:23, 9:15. Время матча — 1 час 56 минут. Судьи: Дариуш Ясински, Ханс Ольмквист.                                                                              | | |
| «Уралочка-НТМК» (Свердловская область) | 2:3 cev.lu | «Фенербахче» (Стамбул) |
| Виктория Чаплина (16) Екатерина Русакова (1) Шинед Джек (13) Юмилка Руис (17) Александра Пасынкова (15) Ирина Заряжко (5) Екатерина Чернова (л) Анастасия Салина (1) Ксения Ильченко Валерия Сафонова | Голы | Элайша Глэсс (2) Дерья Чайирган (3) Кристина Бауэр (19) Анета Гавличкова (18) Ким Ён Гун (27) Эда Эрдем-Дюндар (6) Сенийе-Мерве Далбелер (л) Фе Гарай (9) Седа Токатиоглу (1) Недиме-Элиф Онер |

### 2-й матч
| 29 марта 2014 | \| «Фенербахче» (Стамбул) \| 3:0 cev.lu \| «Уралочка-НТМК» (Свердловская область) \| \| Эда Эрдем-Дюндар (7) Элайша Глэсс (2) Фе Гарай (9) Кристина Бауэр (11) Анета Гавличкова (13) Ким Ён Гун (17) Сенийе-Мерве Далбелер (л) Седа Токатиоглу Недиме-Элиф Онер \| Голы \| Валерия Сафонова (1) Юмилка Руис (12) Александра Пасынкова (6) Ирина Заряжко (5) Виктория Чаплина (9) Екатерина Русакова (2) Екатерина Чернова (л) Анастасия Салина Ксения Ильченко Екатерина Макарчук (1) \| | Стамбул Burhan Felek Voleybol Salonu 6800 зрителей |
| Счёт по партиям — 25:11, 28:26, 25:22. Время матча — 1 час 20 минут. Судьи: Лука Собреро, Уте-Мария Фишер.                                                              | | |
| «Фенербахче» (Стамбул) | 3:0 cev.lu | «Уралочка-НТМК» (Свердловская область) |
| Эда Эрдем-Дюндар (7) Элайша Глэсс (2) Фе Гарай (9) Кристина Бауэр (11) Анета Гавличкова (13) Ким Ён Гун (17) Сенийе-Мерве Далбелер (л) Седа Токатиоглу Недиме-Элиф Онер | Голы | Валерия Сафонова (1) Юмилка Руис (12) Александра Пасынкова (6) Ирина Заряжко (5) Виктория Чаплина (9) Екатерина Русакова (2) Екатерина Чернова (л) Анастасия Салина Ксения Ильченко Екатерина Макарчук (1) |

### MVP
Лучшим игроком финальной серии признана южнокорейская нападающая «Фенербахче» Ким Ён Гун.

## Призёры
«Фенербахче» (Стамбул): Кристина Бауэр, Сенийе-Мерве Далбелер, Анета Гавличкова, Элиф Онур-Башаран, Дерья Чайирган, Недиме-Элиф Онер, Седа Токатиоглу, Ким Ён Гун, Элайша Глэсс, Эда Эрдем-Дюндар, Фернанда Гарай Родригис (Фе Гарай), Айше-Гёкчен Денкель. Главный тренер — Марчелло Аббонданца.
  «Уралочка-НТМК» (Свердловская область): Юмилка Руис Луасес, Екатерина Русакова, Екатерина Чернова, Александра Пасынкова, Ирина Заряжко, Шинед Джек, Екатерина Макарчук, Виктория Чаплина, Валерия Сафонова, Ксения Ильченко, Алёна Голоснова, Анастасия Салина. Главный тренер — Николай Карполь.